# Cyphonocephalus olivaceus
Cyphonocephalus olivaceus är en skalbaggsart som beskrevs av Dupont 1835. Cyphonocephalus olivaceus ingår i släktet Cyphonocephalus och familjen Cetoniidae. Inga underarter finns listade i Catalogue of Life.